# Catedral de San Antonio de Padua (Breda)
La catedral de San Antonio de Padua o simplemente Catedral de San Antonio (en neerlandés: Sint-Antoniuskathedraal) es la catedral católica de la diócesis de Breda, que se encuentra en la ciudad de Breda, en los Países Bajos.
La iglesia de San Antonio es llamada Waterstaatskerk, debido a que su construcción fue pagada en gran parte por el gobierno nacional y llevada a cabo bajo la supervisión de ingenieros de obras públicas. La iglesia fue construida en 1837 por el arquitecto Peter Huijsers en estilo neoclásico, como es evidente en la fachada frontal, en la pueden distinguirse claramente de abajo hacia arriba elementos dóricos, jónicos y corintios, mientras que el frontón bajo el campanario se asemeja a un templo griego.
La iglesia fue elevada al estatus de catedral en 1853, en 1876 su nombre oficial pasó a ser iglesia de Santa Bárbara, y en 1968 iglesia de San Miguel y, finalmente, desde el 1 de enero de 2001, la iglesia de San Antonio, una vez más se ha convertido en la catedral, a petición del obispo Muskens.